# Dragijevica
Dragijevica (en serbe cyrillique : Драгијевица) est un village de Serbie situé dans la municipalité d’Osečina, district de Kolubara. Au recensement de 2011, il comptait 532 habitants.
Dragijevica est situé sur les bords du Jadar.

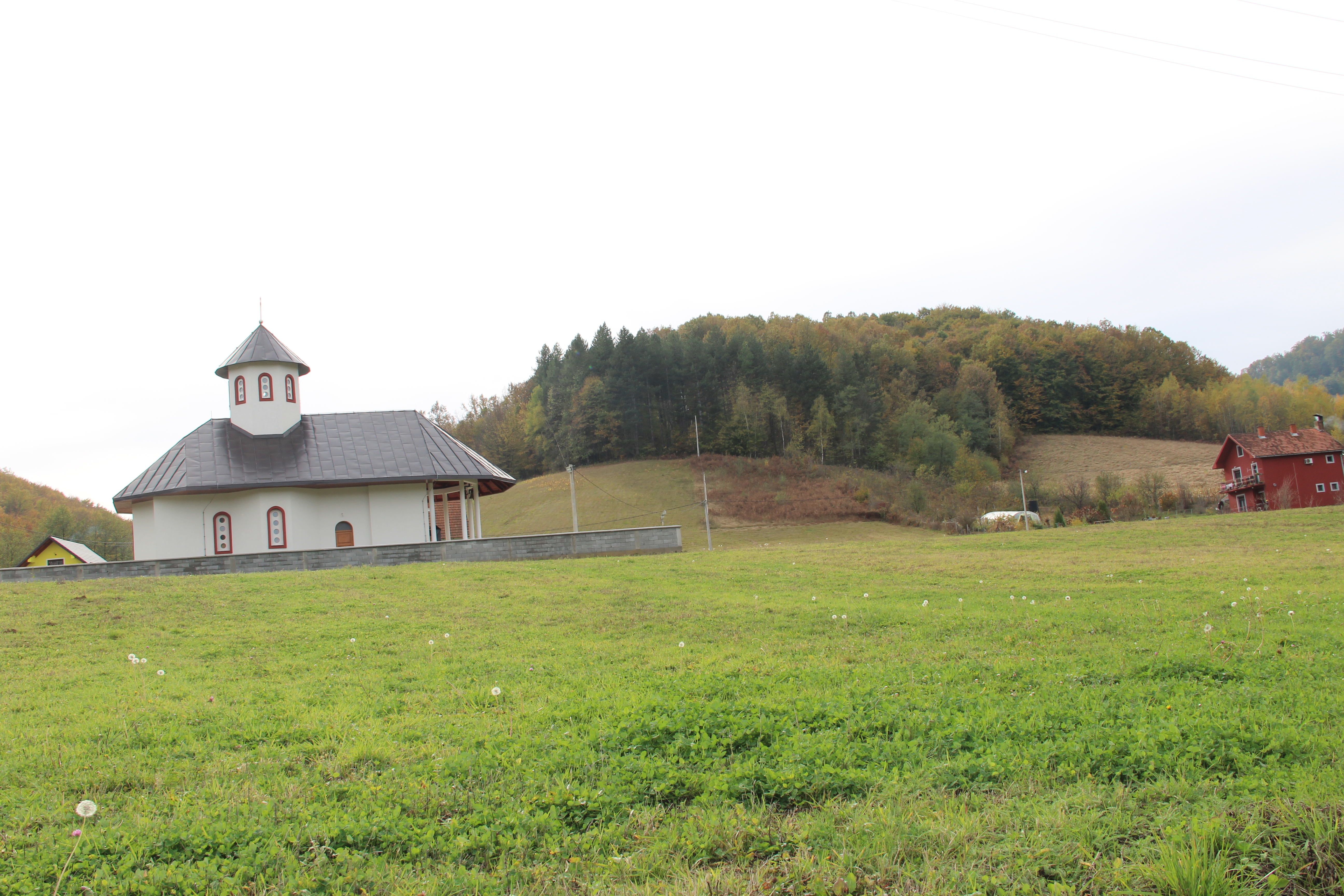
Dragijevica - eglese
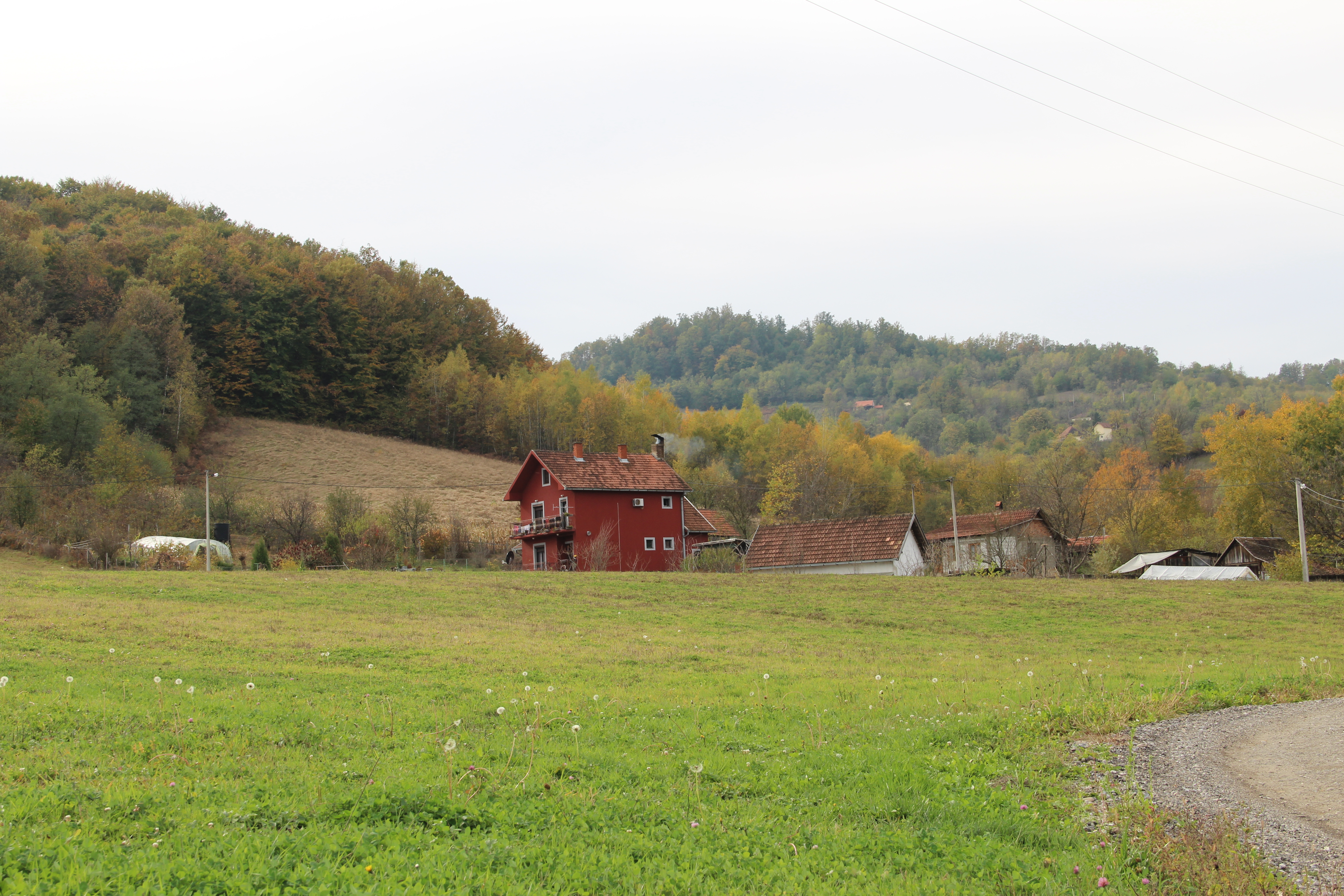
Dragijevica - panorama
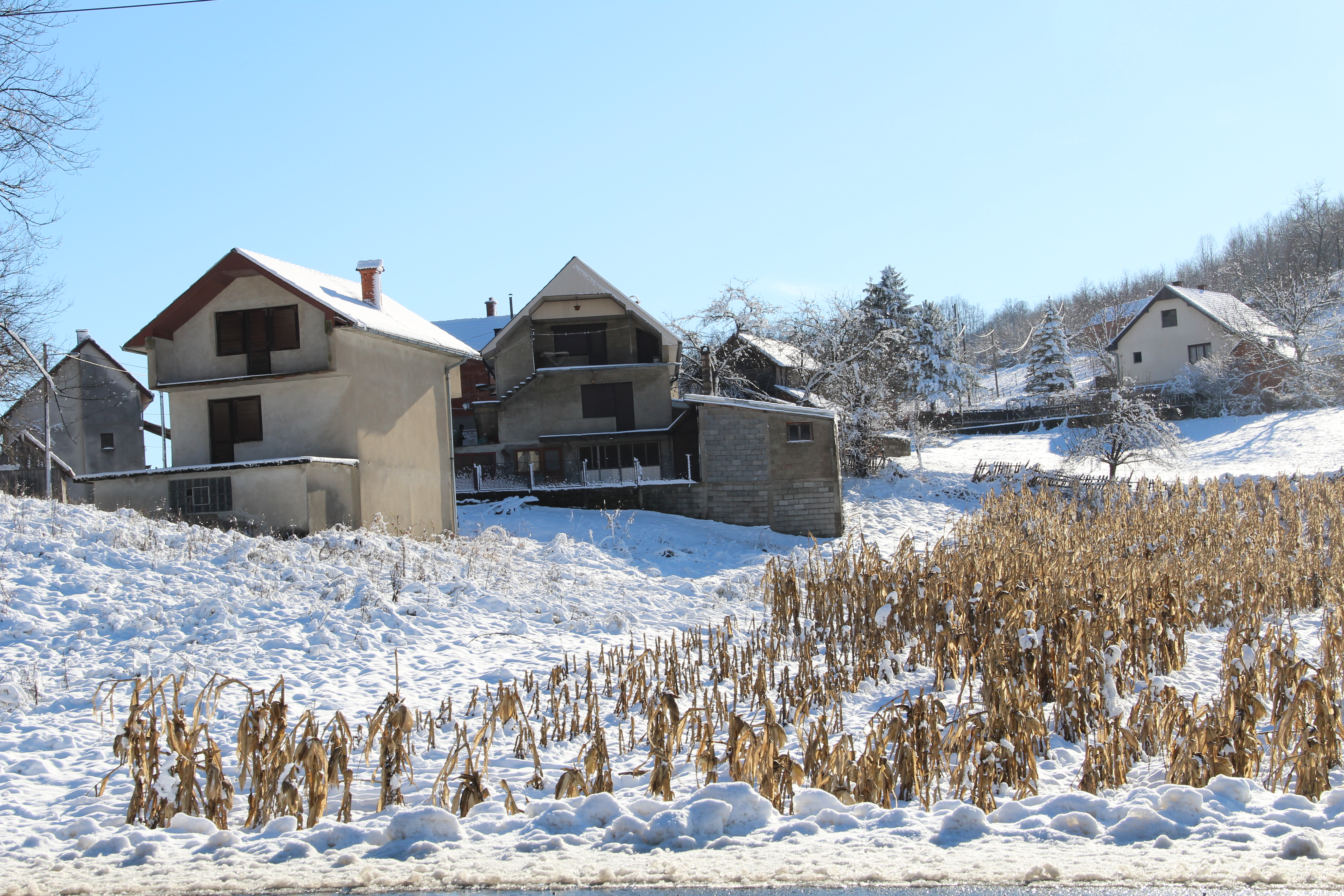
Dragijevica - panorama
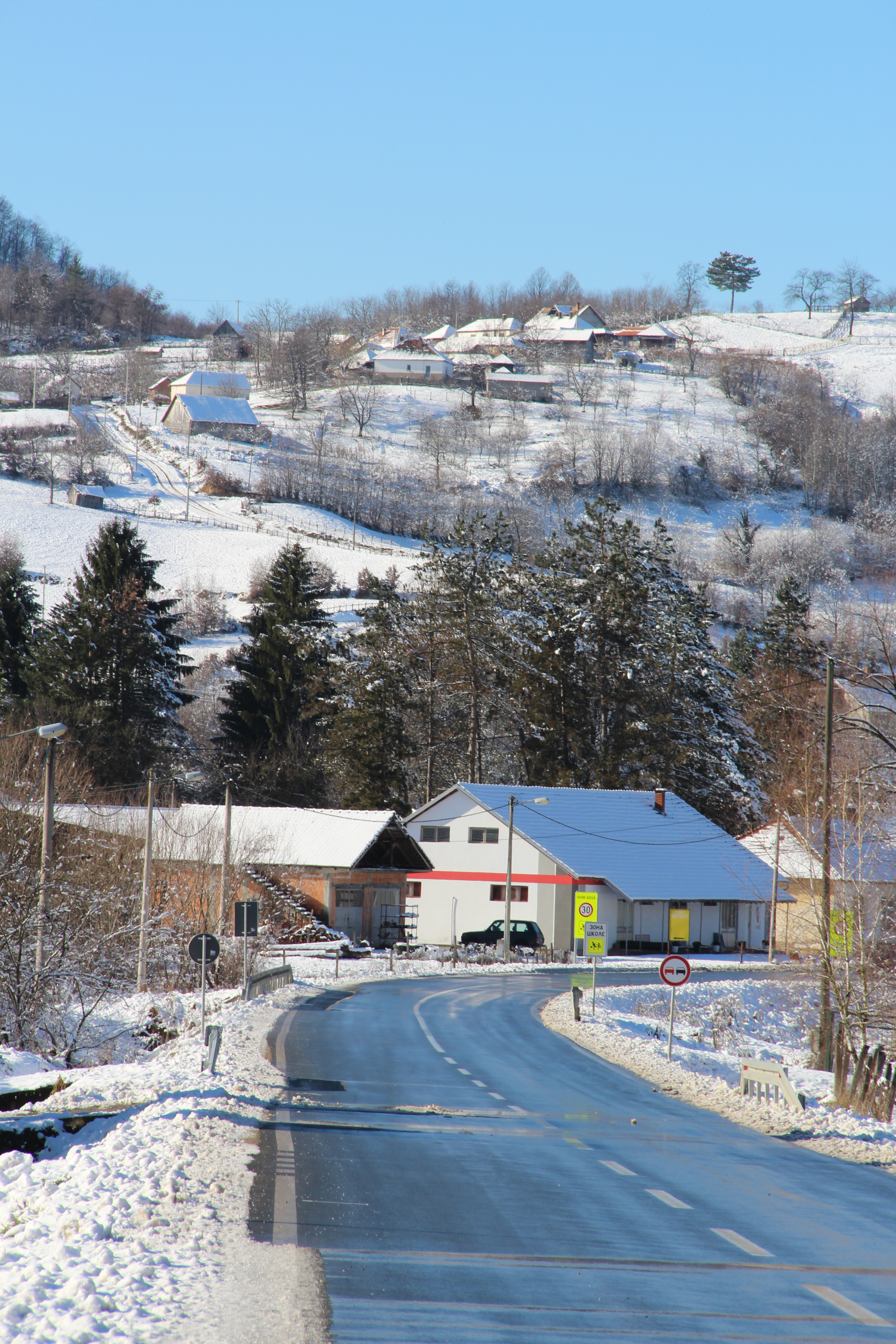
Dragijevica - panorama
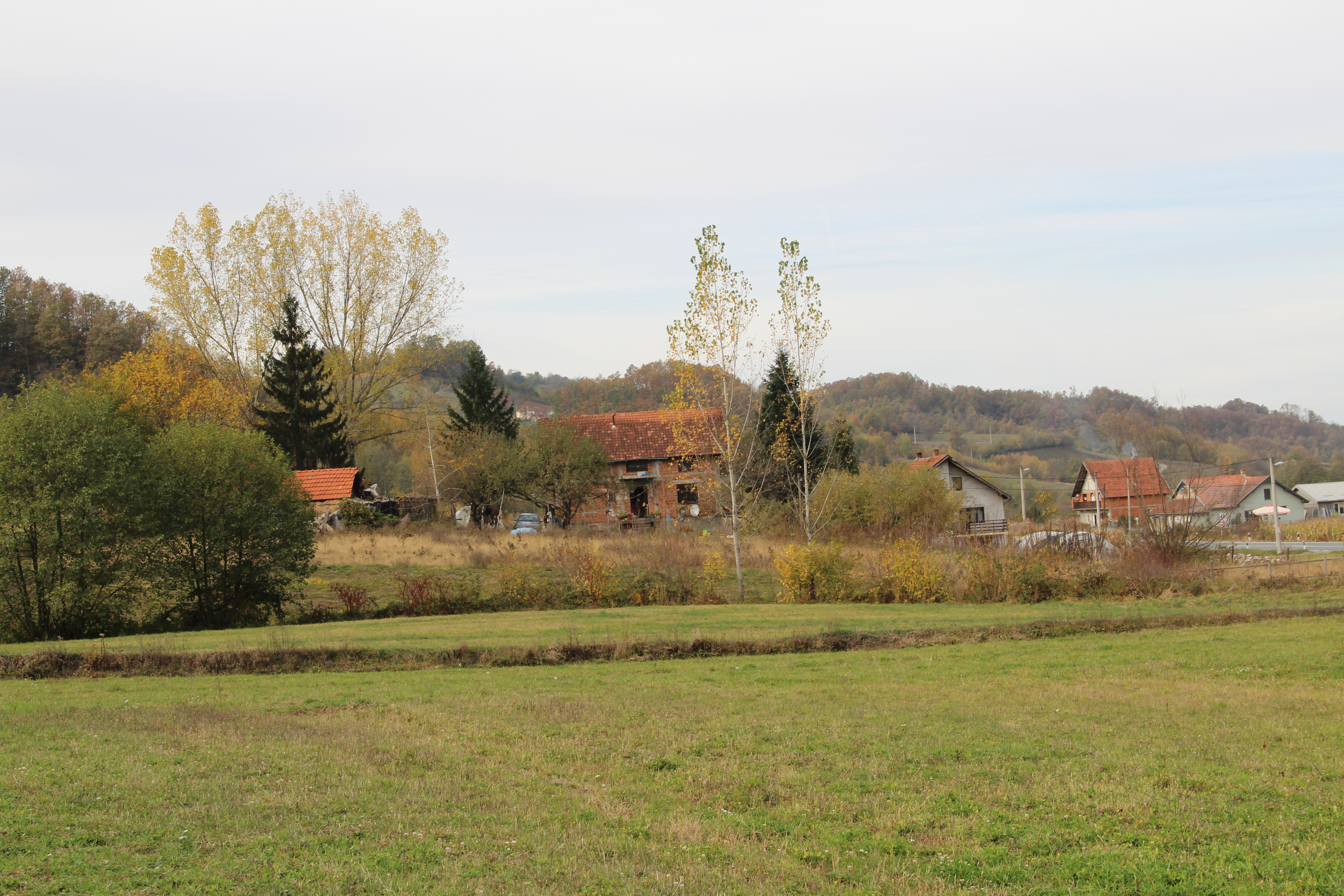
Dragijevica - panorama

## Démographie
| 1948  | 1953  | 1961  | 1971 | 1981 | 1991 | 2002 | 2011 |
| ----- | ----- | ----- | ---- | ---- | ---- | ---- | ---- |
| 1 165 | 1 160 | 1 154 | 975  | 936  | 765  | 681  | 532  |

|  |